# Resurrection (serie de televisión)
Resurrection (en español: Resurrección) es una serie de televisión estadounidense que se retransmite por la cadena ABC y se estrenó el 9 de marzo de 2014. Está basada el libro The Returned, de Jason Mott. El 28 de septiembre de 2014 se estrenó la segunda temporada en la ABC.
Debido al bajo índice de audiencia (el último capítulo de la segunda temporada, del 25 de enero de 2015, tuvo sólo 3,73 millones de espectadores en Estados Unidos), el canal ABC canceló la serie sin darle un final.

## Argumento
Jacob Langston, un niño estadounidense de ocho años, despierta amnésico en un arrozal de una zona rural de China. Es extraditado a Estados Unidos, donde es recibido por el agente de inmigraciones Marty Bellamy. Cuando le indica a Bellamy que quiere volver con su familia en Arcadia (Misuri), Bellamy decide llevarlo en su automóvil hasta Arcadia. Jacob identifica la casa de sus padres, Henry y Lucille Langston, pero el matrimonio afirma que Jacob falleció ahogado en el río vecino 32 años atrás. La madre cree que se trata de un milagro, mientras que el padre está más inclinado a pensar en una especie de intento de estafa. El sheriff Fred Langston (hermano de Henry), quien perdió a su esposa en el rio( jacob intento ayudarla y se cayó también)), comienza a investigar el caso, mientras empiezan a aparecer los otros retornados.

## Reparto y personajes

### Actores principales
- Omar Epps (1973-), como el agente J. Martin Marty Bellamy (agente de Inmigration y Aduanas) y como Robert Thompson.
- Landon Giménez (2005-) como Jacob Langston.
- Frances Fisher (1952-) como Lucille Langston, la madre de Jacob.
- Kurtwood Smith (1943-) como Henry Langston, el padre de Jacob.
- Matt Craven (1956-) como el comisario Fred Langston, tío de Jacob.
- Devin Kelley (1986-) como la Dra. Maggie Langston, hija del comisario.
- Samaire Armstrong (1980-) como Elaine Richards, amiga de Maggie.
- Mark Hildreth (1978-) como el pastor Tom Hale.

### Actores recurrentes
- Kathleen Munroe (1982-) como Rachael Braidwood.
- Kevin Sizemore (1972-) como Gary Humphrey.
- James Tupper (1965-) como el Dr. Eric Ward.
- Tamlyn Tomita (1966-) como la Dra. Toni Willis.
- Travis Young (1979-) como Ray Richards, hermano de Elaine.
- Veronica Cartwright (1949-) como la malvada Helen Edgerton, miembro de la iglesia.
- Lori Beth Sikes (1977-) como Janine Hale.
- April Billingsley (1977-) como Bárbara Langston, esposa del comisario Fred Langston y madre de Maggie.
- Ned Bellamy (1957-) como Sam Catlin, examante de Bárbara, la fallecida esposa del comisario.
- Sam Hazeldine (1972-) como Caleb Richards, padre de Elaine y Ray (en la temporada 1).
- Jwaundace Candece (1978-) como Camille Thompson.
- Shawn Shepard (1975-) como Wallace Thompson.
- Nadej Bailey (2005-) como Jenny Thompson, la niña negra amiga de Jacob.
- Christopher Berry (1975-) como el policía Carl Enders.
- Glenn Fleshler (1966-) como Mikey Enders (en la temporada 2).
- Michelle Fairley (1964-) como Margaret Langston (en la temporada 2).[3]
- Donna Murphy (1959-) como mujer elegante y como Ángela Forrester (en la temporada 2).
- Kyle Secor (1957-) como Brian Addison (en la temporada 2).
- T. J. Linnard (1980-) como William Kirk (en la temporada 2).
- Jim Parrack (1981-) como el predicador James Goodman (en la temporada 2).

## Episodios
| Temporada | Temporada | Episodios | Emisión original         | Emisión original    |
| Temporada | Temporada | Episodios | Inicio                   | Final               |
| --------- | --------- | --------- | ------------------------ | ------------------- |
|           | 1         | 8         | 9 de marzo de 2014       | 4 de mayo de 2014   |
|           | 2         | 13        | 28 de septiembre de 2014 | 25 de enero de 2015 |
| Total     | Total     | 21        | 2014                     | 2015                |

## Audiencia Media España
| Temporada | Temporada | Episodios | Estreno             | Final                    | Audiencia media | Audiencia media | Audiencia media |
| Temporada | Temporada | Episodios | Estreno             | Final                    | Espectadores    | Cuota           |                 |
| --------- | --------- | --------- | ------------------- | ------------------------ | --------------- | --------------- | --------------- |
|           | 1         | 8         | 15 de mayo de 2014  | 5 de junio de 2014       | 3 467 000       | 19,1%           |                 |
|           | 2         | 13        | 23 de julio de 2015 | 10 de septiembre de 2015 | 377 000         | 7,9%            |                 |
| Total     | Total     | 21        | 2014                | 2015                     |                 |                 |                 |

### Primera temporada
| N.º | Título                                            | Director(es)        | Guionista(s)                   | Fecha de estreno (España) | Audiencia (España) |
| --- | ------------------------------------------------- | ------------------- | ------------------------------ | ------------------------- | ------------------ |
| 1   | «The returned (El regreso)»                       | Aaron Zelman        | Charles McDougall              | 15 de mayo de 2014        | 4 658 000 (23,9%)  |
| 2   | «Unearth (Exhumación)»                            | Thomas Schnauz      | Nathaniel Halpern              | 15 de mayo de 2014        | 4 338 000 (27,7%)  |
| 3   | «Two rivers (Dos ríos)»                           | Kevin Dowling       | Nicki Paluga..                 | 22 de mayo de 2014        | 3.816.000 (18,7%)  |
| 4   | «Us against the world (Nosotros contra el mundo)» | Thomas Schnauz      | Nathaniel Halpern              | 22 de mayo de 2014        | 3.464.000 (20,2%)  |
| 5   | «Insomnia (Insomnio)»                             | Christopher Misiano | Michele Fazekas y Tara Butters | 29 de mayo de 2014        | 3.066.000 (15,4%)  |
| 6   | «Home (Hogar)»                                    | Scott Winant        | Jessica Mecklenburg            | 29 de mayo de 2014        | 3.117.000 (17,8%)  |
| 7   | «Schemes of the devil (Planes del diablo)»        | Dan Attias          | Nathan Louis Jackson           | 5 de junio de 2014        | 2.511.000 (12,6%)  |
| 8   | «Torn apart (Destrozados)»                        | Dan Attias          | Aaron Zelman                   | 5 de junio de 2014        | 2.767.000 (16,6%)  |

### Segunda temporada
| N.º | Título                                 | Director(es)        | Guionista(s)                          | Fecha de estreno (España) | Audiencia (España) |
| --- | -------------------------------------- | ------------------- | ------------------------------------- | ------------------------- | ------------------ |
| 9   | «Revelation (Revelación)»              | Christopher Misiano | Aaron Zelman                          | 23 de julio de 2015       | 781 000 (10,8%)    |
| 10  | «Echoes (Ecos)»                        | Dan Lerner          | Stephanie Sengupta y Nicki Paluga     | 23 de julio de 2015       | 510 000 (11,1%)    |
| 11  | «Multiple (Múltiples)»                 | Ron Underwood       | Tony Basgallop y Nathan Louis Jackson | 30 de julio de 2015       | 599 000 (12,0%)    |
| 12  | «Old scars (Viejas heridas)»           | John Stuart Scott   | Pat Charles y Nathaniel Halpern       | 6 de agosto de 2015       | 566 000 (7,5%)     |
| 13  | «Will (Voluntad)»                      | Stephen Cragg       | Michele Fazekas y Tara Butters        | 6 de agosto de 2015       | 349 000 (8,0%)     |
| 14  | «Afflictions (Sufrimientos)»           | Christopher Misiano | Stephanie Sengupta                    | 13 de agosto de 2015      | 522 000 (7,3%)     |
| 15  | «Miracles (Milagros)»                  | Colin Bucksey       | Tony Basgallop                        | 13 de agosto de 2015      | 296 000 (6,9%)     |
| 16  | «Forsaken (Repudiados)»                | Constantine Makris  | Nicki Paluga                          | 20 de agosto de 2015      | 178 000 (5,7%)     |
| 17  | «Aftermath (Consecuencias)»            | Kevin Dowling       | Steve Cwik                            | 27 de agosto de 2015      | 225 000 (6,1%)     |
| 18  | «Prophecy (La profecía)»               | Christopher Misiano | Aaron Zelman                          | 3 de septiembre de 2015   | 227 000 (5,9%)     |
| 19  | «True believer (Fe verdadera)»         | Vincent Misiano     | Pat Charles                           | 3 de septiembre de 2015   | 169 000 (6,2%)     |
| 20  | «Steal away (Huida furtiva)»           | Felix Alcala        | Nathan Louis Jackson                  | 10 de septiembre de 2015  | 264 000 (7,3%)     |
| 21  | «Loved in return (Amor correspondido)» | Dan Attias          | Nathaniel Halpern                     | 10 de septiembre de 2015  | 210 000 (8,3%)     |